# 亚历山德罗·普奇尼
亚历山德罗·普奇尼（義大利語：Alessandro Puccini，1968年8月28日—），意大利男子击剑运动员，项目为花剑。他参加了1992年夏季奥运会和1996年夏季奥运会，并在1996年获得男子花剑个人金牌。